# (35622) 1998 JF4
1998 جاي أف 4 (ويعرف أيضًا باسم (35622) 1998 جاي أف 4 وفق تسمية الكوكب الصغير) (بالإنجليزية: 1998 JF4)‏ هو كويكب ضمن حزام الكويكبات؛ وترتيبه 35622 من حيث الاكتشاف.
اكتُشف هذا الجُرم الفلكي بواسطة Frank B. Zoltowski ‏ في 5 مايو 1998.

## وصلات خارجية
- (35622) 1998 JF4 في قاعدة بيانات مختبر الدفع النفاث لأجرام النظام الشمسي الصغيرة

- الاكتشاف · مخطط المدار ·  العناصر المدارية · المعلمات المادية

- (35622) 1998 JF4 على موقع ويكي سكاي: DSS2, SDSS, GALEX, IRAS, Hydrogen α, X-Ray, Astrophoto, Sky Map, Articles and images